# Arteria coronaria destra
L'arteria coronaria destra (in inglese right coronary artery), insieme all'arteria coronaria sinistra, fornisce il sangue necessario al cuore.
Quest'arteria origina dall'aorta ascendente, in corrispondenza del seno di Valsalva e in prossimità delle semilune destra e sinistra della valvola aortica.

## Decorso
L'arteria coronaria destra decorre nel solco coronario tra l'auricola destra e il ventricolo destro, per poi continuare oltre il margine acuto nel solco coronario posteriore fino alla crux cordis, dove piega a U e origina il ramo interventricolare posteriore.
I rami collaterali della coronaria destra sono:
- arteria infundibolare: vascolarizza il cono arterioso e la faccia sternocostale del ventricolo destro; può anastomizzarsi con i rami del ramo circonflesso della coronaria sinistra e può originare autonomamente dal seno aortico destro;
- rami atriali: dipartono verso l'alto;
  - ramo del nodo senoatriale: decorre fino allo sbocco della vena cava superiore;
- rami ventricolari: generalmente di breve lunghezza;
  - ramo del margine acuto: più lungo, si spinge lungo il margine verso sinistra e verso l'apice, ma senza raggiungerlo;
- ramo del nodo atrioventricolare: nasce a livello della crux cordis e si spinge verso il nodo atrioventricolare;
- ramo interventricolare posteriore: prosegue dalla crux cordis lungo il solco interventricolare verso il basso. Nei pazienti a dominanza sinistra origina dalla coronaria sinistra, e il ramo interventricolare termina prima della crux cordis.

## Galleria d'immagini

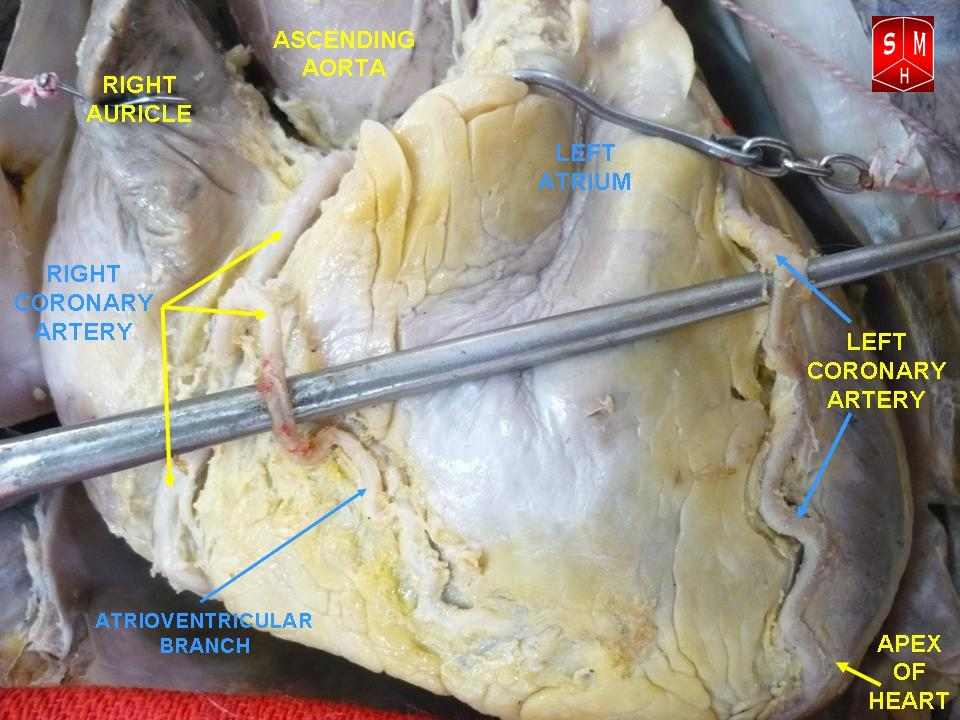
Arterie coronarie
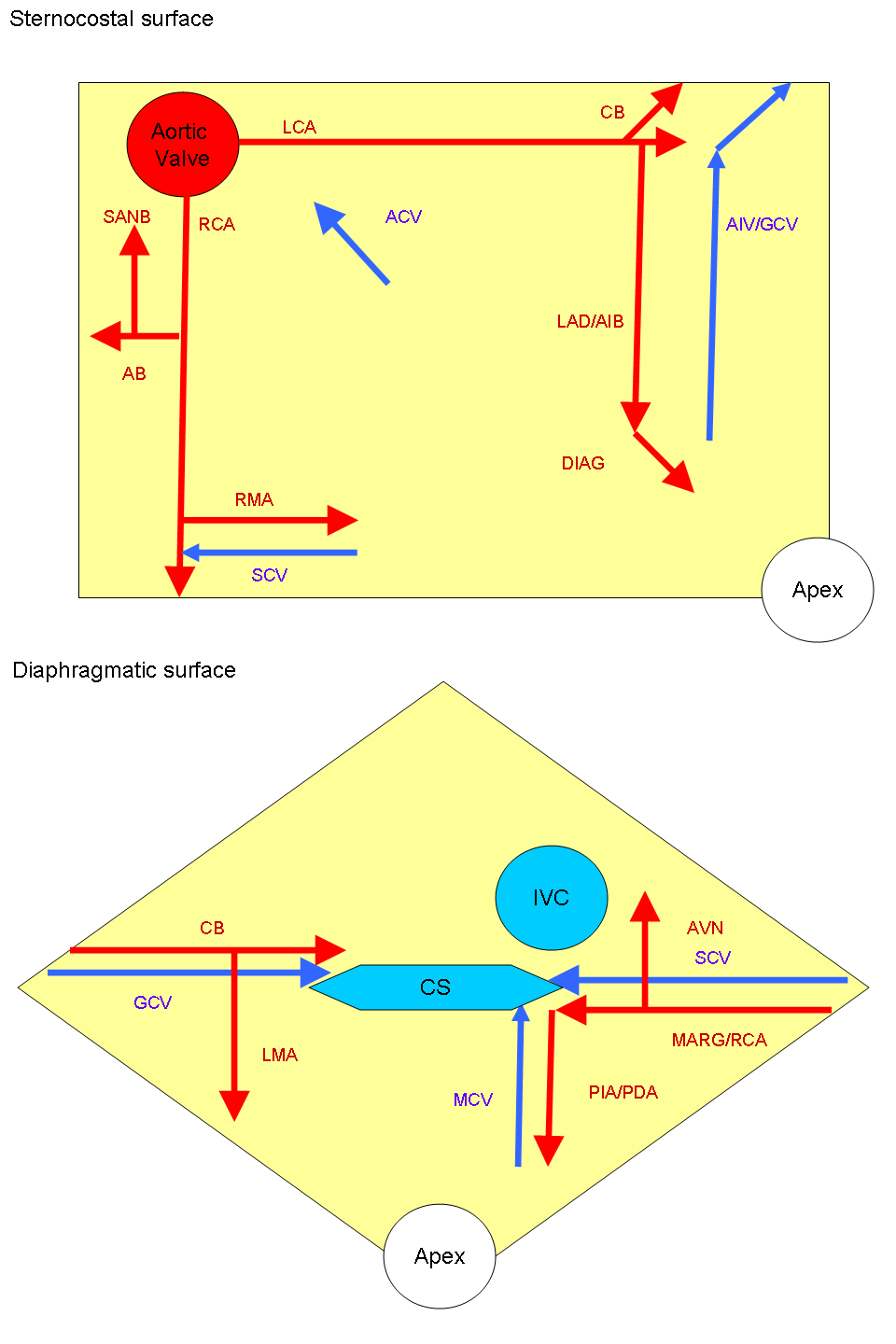
Schema dei vasi cardiaci
Diagramma dell'arco aortico
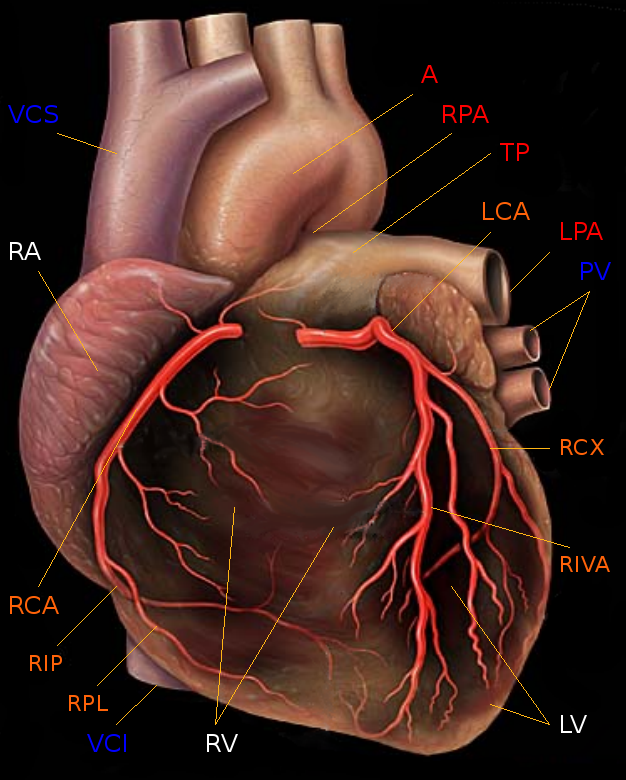
Visione laterale del cuore